# 李文清 (1910年)
李文清（1910年—1999年7月13日），湖北省松滋县人，中国人民解放军将领、中国人民解放军开国少将。
曾任中国人民解放军成都军区副司令员。1955年，授予中国人民解放军少将。